# Аутран Доурадо
Аутран Доурадо (порт. Waldomiro Freitas Autran Dourado, 1926, Патус-ді-Мінас — 30 вересня 2012, Ріо-де-Жанейро) — бразильський письменник.

## Біографія
Син судді. Закінчив юридичний факультет Федерального університету штату Мінас-Жерайс. З 1954 року жив у Ріо-де-Жанейро, працював журналістом. Виконував обов'язки прес-секретаря президента Жуселіну Кубічека (1958—1961).
Помер від проривної виразки. Похований на кладовищі Святого Іоанна Хрестителя в Ріо-де-Жанейро.

## Творчість
Головна тема це штат Мінас-Жерайс, який міфологізований письменником в образі вигаданого містечка Дуас Понтіш. Його історії найчастіше розказані наскрізним героєм Жуаном ді Фонсека Рібейру. На барочну поетику Доурадо помітно вплинув Вільям Фолкнер.

## Твори

### Романи
- Teia (1947)
- Sombra e exílio (1950)
- Tempo de amar (1952)
- A Barca dos Homens (1961)
- Uma Vida em Segredo/ Таємне життя (1964, екранізований Сузанною Амарал в 2001,  [Архівовано 9 лютого 2017 у Wayback Machine.])
- Ópera dos Mortos / Опера мертвих (1967)
- O Risco do Bordado (1970, премія ПЕН-клубу Бразилії)
- Os Sinos da Agonia (1974)
- Armas e Corações (1978)
- As Imaginações Pecaminosas (1981)
- A Serviço Del-Rei (1984)
- Ópera dos Fantoches/ Опера ляльок (1995)
- Confissões de Narciso/ Сповідь Нарциса (1997)
- Monte da Alegria (2003)

### Новели
- Três histórias na praia (1955)
- Nove histórias em grupos de três (1957)
- Violetas e caracóis (1987)
- Melhores contos (2001)
- O senhor das horas (2006)

### Мемуари
- Gaiola aberta (2000)

## Визнання
Бразильська премія Гете (1980). Премія Жабуті (1981). Премія Камоенса (2000). Премія Машаду де Ассіса (2008).